# Østervold (observatorium)
 Denne artikel omhandler et observatorium. Opslagsordet har også en anden betydning, se Østervold.
Østervold er et astronomisk observatorium ved Botanisk Have i København fra 1861. Universitetsobservatoriet på Rundetårn var blevet for lille, så derfor blev Østervoldobservatoriet oprettet. Dobbeltteleskopet er en 36 cm refraktor med en brændvidde på 4,9 m til visuelle observationer og en 20 cm refraktor med en brændvidde på 4,8 m til fotografiske optagelser. Grundet lysforurening og rystelser fra Boulevardbanen, har observatoriet ingen videnskabelig betydning længere. I 1953 flyttede Københavns Universitets Astronomiske Observatorium til Brorfelde, syd for Holbæk. Østervold er ofte brugt blandt ornitologer[kilde mangler]. Bygningerne huser i dag Institut for Naturfagenes Didaktik, Københavns Universitet.